# Victor Babin
Victor Babin (russisch Виктор Генрихович Бабин Wiktor Genrichowitsch Babin, * 13. Dezember 1908 in Moskau; † 1. März 1972 in Cleveland, Ohio) war ein russisch-amerikanischer Pianist und Komponist.

## Leben
Babins Eltern waren Heinrich Babin und dessen Frau Rosalie geb. Wolk. Er begann seine Ausbildung in Riga und ging dann nach Berlin an die Staatliche Akademische Hochschule für Musik, wo er Klavier bei Artur Schnabel und Komposition bei Franz Schreker studierte. Dort lernte er die gleichfalls aus Russland stammende Pianistin Vitya Vronsky (1909–1992) kennen, mit der er ab 1931 als Klavierduo auftrat. 1933 heirateten beide in London und galten bald als bestes Klavierduo ihrer Zeit.
1937 übersiedelte das Paar in die USA und machte sich dort insbesondere mit Aufnahmen der Werke von Sergej Rachmaninow einen Namen, der auch ihr Freund und Mentor wurde.
Der Zweite Weltkrieg unterbrach die Karriere Babins, da er in dieser Zeit in der US-Armee diente.
Von 1951 bis 1954 leitete Babin die Aspen Music School in Aspen, Colorado. Von 1961 bis zu seinem Tod war er Direktor des Cleveland Institute of Music in Cleveland, Ohio, während seine Frau dort die Klavierabteilung leitete. 
1972 wurde Babin von der französischen Regierung mit dem Ordre des Arts et des Lettres ausgezeichnet, außerdem war er Ehrendoktor der University of New Mexico.

## Werke (Auswahl)
Victor Babin arrangierte für sich und seine Frau zahlreiche klassische Werke für Klavierduo. Daneben schuf er auch eigene Werke. Einige wurde 2016 vom Klavierduo Genova & Dimitrov und 2022 von dem in Frankfurt am Main lebenden Klavierduo Two4Piano – bestehend aus Katerina Moskaleva und Alexey Pudinov – auf CD veröffentlicht. Der Rundfunksender rbbKultur wählte deren Hommage à Victor Babin zum „Album der Woche“. Hervorzuheben sind:
- Three Fantasies on Old Themes für zwei Klaviere
- Zwei Konzerte für zwei Klaviere und Orchester
- Zwei Lieder nach Gedichten von Friedrich Hölderlin, um 1934 – PDF
  - Hälfte des Lebens
  - Der nächtliche Wanderer
- Capriccio for Orchestra, uraufgeführt am 10. November 1950 mit den New Yorker Philharmonikern[2]
- Beloved Stranger, Liederzyklus nach Texten von Witter Bynner, London: Augener 1950
- Variations on a Theme by Beethoven für Klavier solo, London: Augener 1960

## Diskographie (Auswahl)
- Victor Babin, Concerto No. 2 for Two Pianos & Orchestra, mit dem Klavierduo Genova & Dimitrov und dem Bulgarian National Radio Symphony Orchestra unter Leitung von Yordan Kamdzhalov, CPO 2016
- Hommage à Victor Babin, mit dem Klavierduo Two4Piano, Naxos 2022